# Jussinsaari (ö i Mellersta Finland, Jyväskylä)
Jussinsaari är en ö i Finland. Den ligger i sjön Liesvesi och i kommunen Hankasalmi i den ekonomiska regionen  Jyväskylä ekonomiska region  och landskapet Mellersta Finland, i den centrala delen av landet, 270 km norr om huvudstaden Helsingfors. Öns area är 4,1 hektar och dess största längd är 330 meter i nord-sydlig riktning.